# Antonino Calvo y Calvo
Antonino Calvo y Calvo C.M.F., in spagnolo Antolín Calvo y Calvo (Gumiel de Mercado, 2 settembre 1912 – Barbastro, 13 agosto 1936), è stato un religioso spagnolo, martirizzato a Barbastro durante la Guerra civile spagnola e venerato come beato dalla Chiesa cattolica.

## Biografia
Nacque a Gumiel de Mercado, era il quinto di sei figli di Clemente, un commerciante di carni. Gumiel fu una miniera di vocazioni all'ordine clarettiano data la sua vicinanza da Aranda de Duero da dove spesso partivano i missionari per predicare nei paesi vicini.
Nel 1924, quando Antonino aveva undici anni, passò a predicare padre Janáriz e il bambino rimase colpito, ne parò a casa, ma i suoi genitori si opposero a quella "folle" vocazione prematura. La trovavano una scelta inopportuna. Il fratello maggiore Jesús ricorderà in seguito quelle discussioni:
"Voglio essere missionario!"

"Ma quale missionario: A te piace ballare"

"È vero, ma mi piace di più essere missionario!"»
Il 30 giugno di quell'anno, vinte le opposizioni dei suoi genitori, entrò nel seminario di Alagón, due anni più tardi arrivava al postulandado di Cervera. Era uno studente semplice, a volte timido, ma molto studioso e tenace. Nel 1928 iniziò il noviziato a Vic, dove emise i voti il 15 agosto del 1929.
Quindi si trasferì a Solsona e Cervera per studiare Filosofia e Teologia. Amava camminare, faceva parte di quei gruppi di confratrelli che durante le passeggiate improvvisavano dei pellegrinaggi alle edicole dedicate alla vergine Maria, così frequenti nelle campagne aragonesi.
Era molto costante nello studio, lo attraevano specialmente il greco, l'ebraico. Nel corso degli studi svolse mansioni di giardiniere, sacrestano ed addetto alle pulizie. Aveva una voce straordinaria, amava il canto, specialmente quello gregoriano. Fu solista nella cappella reale di Cervera e nella Cattedrale di Barbastro.
Insieme ai suoi confratelli venne arrestato il 20 luglio del 1936 dalle milizie anarchiche sotto il comando del governo repubblicano che presero il potere a Barbastro e venne recluso nel salone della scuola dei padri Scolopi. Firmò la lettera di offerta alla Congregazione con queste parole:
(Gabriel Campo Villegas, Esta es nuestra sangre, p. 307)
Insieme ai suoi compagni venne fucilato la mattina del 13 agosto sul ciglio di una strada fuori città, fece parte del terzo gruppo di clarettiani di Barbastro che subirono il martirio. I loro corpi sono stati gettati in una fossa comune.

Dopo la guerra i resti dei martiri furono riesumati e si possono venerare oggi nella cripta della casa museo a Barbastro. Nel 2013 è uscito un film sulla vicenda intitolato "Un Dios prohibido" per la regia di Pablo Moreno.

## Culto
La beatificazione avvenne a Roma, ad opera di Giovanni Paolo II, il 25 ottobre 1992. La Chiesa cattolica lo ricorda il 13 agosto.